# Georg von Schwalbach

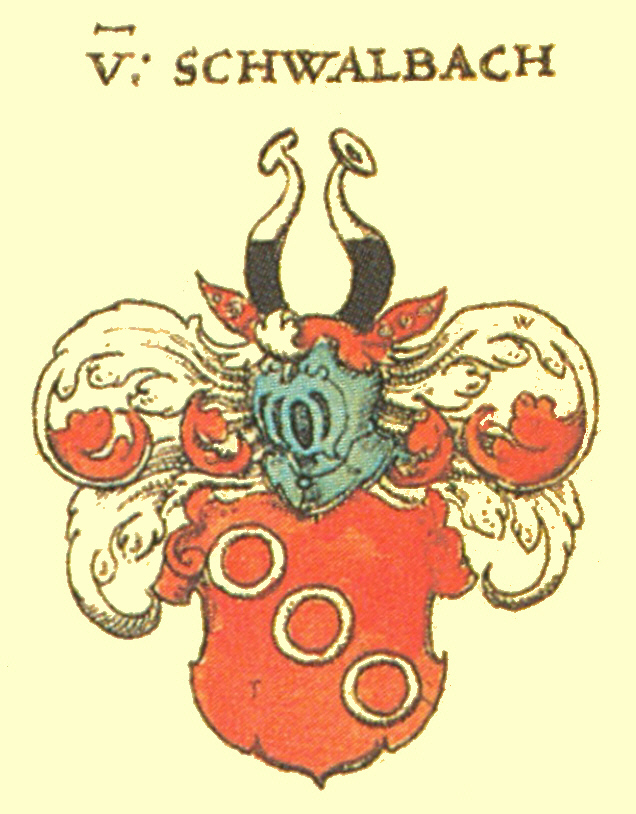
Wappen der Familie von Schwalbach, nach Siebmacher

Georg von Schwalbach (* um 1480; † 9. März 1529 in Mainz) war Generalvikar und Dompropst im Bistum Speyer.   

## Herkunft und Familie
Er entstammte dem rheinländisch-hessischen Uradelsgeschlecht der Herren von Schwalbach, die ihren Stammsitz in Schwalbach (heute ein Ortsteil der Gemeinde Schöffengrund) südlich von Wetzlar hatten. Georg von Schwalbach kam als Sohn des Gernand von Schwalbach zur Welt.

## Leben und Wirken
Schwalbach wurde am 2. September 1510 auf eine Speyerer Domherrenpräbende aufgeschworen und installiert. Mit Datum vom 9. Dezember 1513 avancierte er dort zum Domkustos, im gleichen Jahr bestimmte ihn Bischof Georg von der Pfalz, mit Unterstützung des bisherigen Amtsinhabers Thomas Truchseß von Wetzhausen, zum Generalvikar des Bistums Speyer, welches Amt er bis 1523 bekleidete. Sein Nachfolger wurde Johannes Brenner von Löwenstein († 1537). Georg von Schwalbach erhielt zum 27. Juni 1517 ein Kanonikat am Stift Sinsheim und am 1. Juli 1519 eine Stelle als Domvikar in Mainz. Um 1520 wählte man ihn zum Stiftspropst  von St. German in Speyer, das damals schon bei St. Moritz angesiedelt war. Am 5. Dezember 1523 erfolgte seine Wahl zum Speyerer Dompropst, außerdem wurde er zusätzlich Stiftspropst von 
St. Guido. 
Beauftragt von Bischof Georg von Speyer, im Namen des Papstes Leo X., sollte Georg von Schwalbach 1514, im theologischen Streit zwischen dem Dominikaner Jakob van Hoogstraten und Johannes Reuchlin, ein Gutachten über dessen Schrift „Augenspiegel“ verfassen. Diese Aufgabe überließ er seinem befreundeten Konfrater Thomas Truchseß von Wetzhausen. Schwalbach fungierte als Gesandter seines Bischofs auf dem Nürnberger Reichstag von 1524.
Neben Philipp von Flersheim und Thomas Truchseß von Wetzhausen gehörte er zu den einflussreichsten Beratern des Bischofs Georg von der Pfalz. Er galt als einer der aussichtsreichsten Kandidaten für dessen Nachfolge und war seit 1524 Rat des Pfälzer Kurfürsten Ludwig V., später auch von Erzbischof Albrecht von Brandenburg in Mainz.  
Georg von Schwalbach starb 1529 und wurde in der Nikolauskapelle des Mainzer Domes beigesetzt. Der Historiker Georg Helwich hat die Grabinschrift überliefert.